# Restiosporium flexuosum
Restiosporium flexuosum är en svampart som beskrevs av Vánky 2006. Restiosporium flexuosum ingår i släktet Restiosporium och familjen Websdaneaceae.   Inga underarter finns listade i Catalogue of Life.